# Igueben
Igueben est une zone de gouvernement local de l'État d'Edo au Nigeria,.

## Souverain traditionnel
Le village est gouverné par un chef traditionnel, appelé Onogie. L'Onogie actuelle est S.M. Ehizogie Eluojerior Ier.

## Source
- (en) Cet article est partiellement ou en totalité issu de l’article de Wikipédia en anglais intitulé « Igueben » (voir la liste des auteurs).